# Josep Maria Subirachs

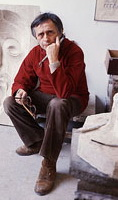
Josep Maria Subirachs

Josep Maria Subirachs i Sitjar (* 11. März 1927 in Barcelona; † 7. April 2014 ebenda) war ein spanischer Bildhauer und Maler aus Katalonien. Eines seiner bekanntesten Werke ist die Skulpturengruppe der Passions-Fassade der Sagrada Família in Barcelona.

## Werke (Auswahl)

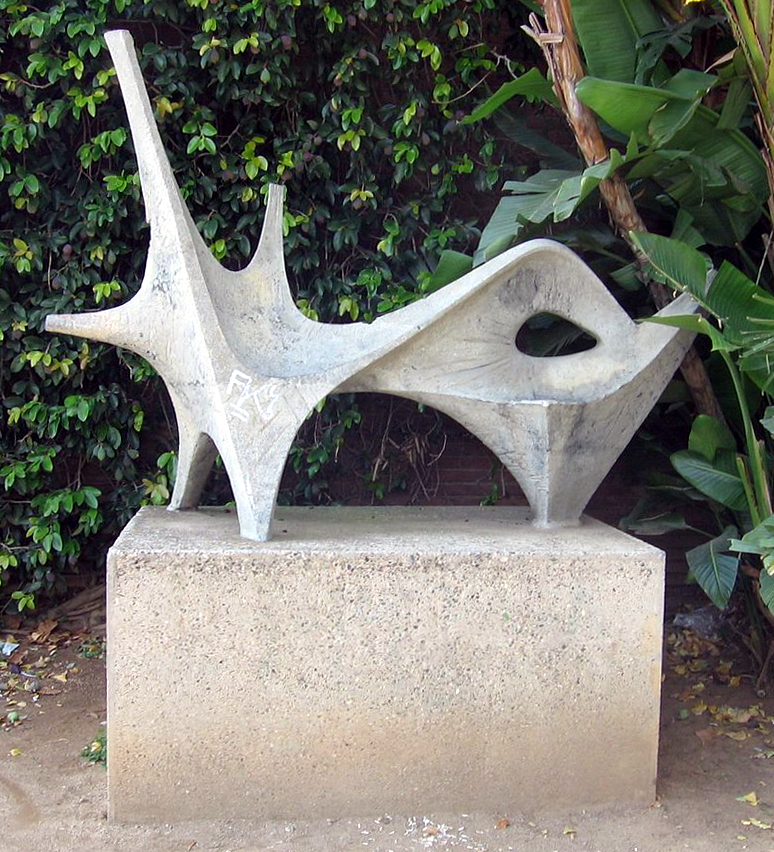
Forma 212

- 1957: „Forma 212“ – die kleine Betonskulptur war das erste abstrakte Kunstwerk, das in Barcelona im öffentlichen Raum aufgestellt wurde. Die Einweihung fand am 14. Oktober 1957 statt – während des Franco-Besuchs in Barcelona.[1] Es befindet sich auf dem Campus de Mundet der Universität von Barcelona im Stadtteil Montbau in der Avinguda d'Arturo Mundet kurz vor der Kreuzung zum Passeig de la Vall d'Hebron.
- 1963: „Monument a Narcís Monturiol“ – Standort an der Ecke Avinguda Diagonal/Carrer de Provença in Eixample
- 1967: Skulptur „La mesura de l’espai-temps“ – Subirachs kehrt damit von seiner abstrakten Phase zurück zur Figürlichkeit.[2] Die Bronze-Skulptur befindet sich im Eingangsbereich des Geschäftshauses „Edifici Mercuri“ an der Ecke Via Augusta/Carrer de Marià Cubí im Stadtbezirk Sarrià-Sant Gervasi in Barcelona.
- 1968: Monument zu Mexiko
- 1983: Monument für die Olympischen Spiele, im Büro des CIO ausgestellt, Lausanne (Schweiz)
- 1984: „Monument a Pau Casals“ in Casals’ Geburtsort El Vendrell (Ortsteil Sant Salvador, neben dem Konzertsaal „Auditori Pau Casals“)

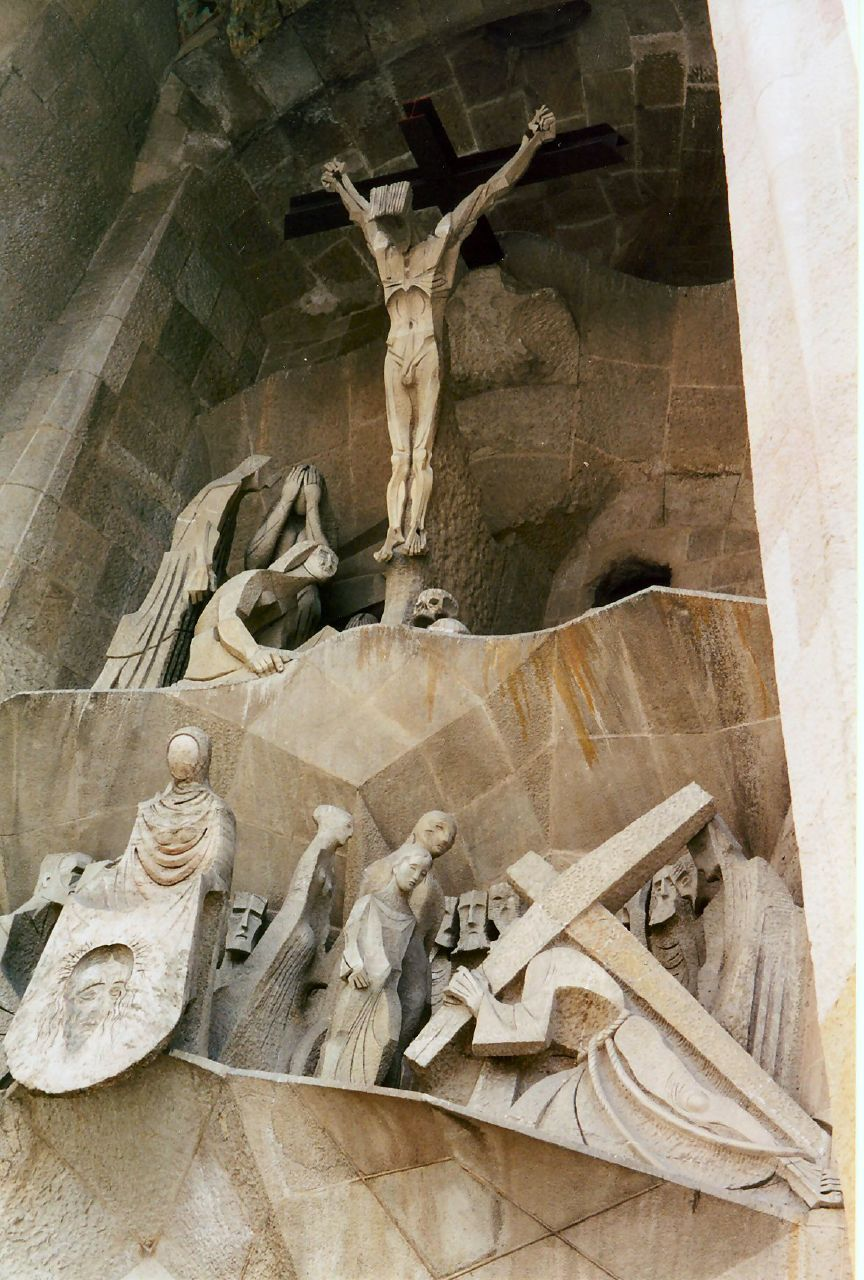
Passionsfassade der Sagrada Família (Ausschnitt)

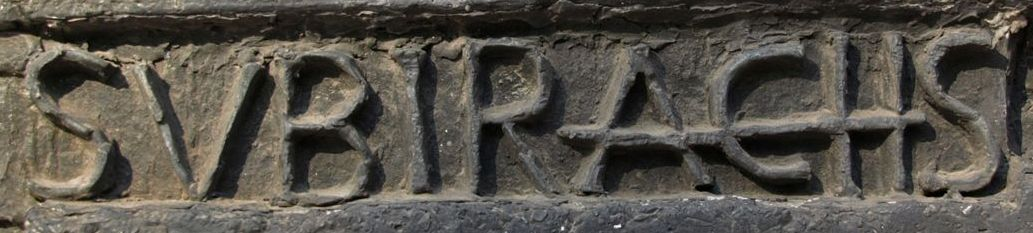
Subirachs’ Signatur auf der Skulptur für Narcís Monturiol.

- 1987 bis 2009: Sagrada Família (Skulpturen und Türen der Passionsfassade, Türen der Herrlichkeitsfassade, Skulptur „Sant Jordi“ an der Innenseite der Herrlichkeitsfassade)
- 1989: Monument „Unió d’Orient i Occident“ in Seoul (Südkorea)
- 1991: „Monument a Francesc Macià“ am Plaça de Catalunya in Barcelona[3]

## Auszeichnungen (Auswahl)
- 1976: „Corresponding Member“ der Hispanischen Gesellschaft von Amerika in New York
- 1982: Aufnahme in die Königlich-Katalanische Akademie der Schönen Künste in Barcelona[4]
- 1982: Creu de Sant Jordi der Generalitat de Catalunya[4]
- Mitglied der Real Academia de Bellas Artes de San Fernando von Madrid
- Auszeichnung der Universitat Autònoma de Barcelona
- Ehrenauszeichnung der Real Academia de Bellas Artes de Santa Isabel de Hungría in Sevilla
- 1997: In einer Umfrage von Catalunya Ràdio, der Zeitung La Vanguardia und der Enciclopèdia Catalana wurde er zum wichtigsten lebenden katalanischen Künstler des 20. Jahrhunderts gewählt.[3]
- Der Asteroid „134124 Subirachs“, entdeckt im Jahr 2005, wurde noch zu seinen Lebzeiten nach ihm benannt. Auszug aus der Begründung der NASA (dt. Übersetzung): „Viele halten ihn für den wichtigsten lebenden katalanischen Künstler.“[5]